# NGC 1744
NGC 1744 è una vasta galassia a spirale barrata situata nella costellazione della Lepre, a una distanza di circa 33 milioni di anni luce dalla nostra Via Lattea.

## Scoperta
La galassia è stata scoperta il 20 novembre 1835 dall'astronomo britannico John Herschel.

## Descrizione
NGC 1744 ha una classe di luminosità IV e presenta una larga riga a 21 cm dell'idrogeno neutro.
Data la sua luminosità superficiale pari a 14,63, NGC 1744 può essere classificata come una galassia a bassa luminosità superficiale (nella letteratura in lingua inglese abbreviata in LSB, acronimo di Low Surface Brightness). Le galassie LSB sono galassie di tipo diffuso (D) con una luminosità superficiale inferiore di almeno una magnitudine a quella del cielo notturno circostante.